# Kalda
Kalda (est. Kalda järv) – jezioro w Estonii, w prowincji Võrumaa, w gminie Haanja. Należy do pojezierza Haanja (est. Hannja järved). Położone we wsi Mallika. Ma powierzchnię 1,3ha linię brzegową o długości 525 m. Sąsiaduje m.in. z jeziorami Käpämäe, Vaskna, Purkna, Poksi, Põldalotsõ, Jürijärv, Murojärv. Położone jest na terenie obszaru chronionego krajobrazu Haanja (est. Haanja looduspark).